# あの空を忘れない
『あの空を忘れない』（あのそらをわすれない）はTEARSの6枚目のシングル。

## 内容
- 前作の「さよなら」に続き、テレビ東京系「Jリーグライブ」エンディング・テーマ。表題曲・カップリング共に多々納好夫が担当しているが、カップリングは中居辰磨と共同で行った。

## 収録曲
1. あの空を忘れない
作詞：葛原豊　作曲：多々納好夫　編曲：加藤貴也
2. 少年の瞳の君を探している
作詞:葛原豊　作曲：多々納好夫・中居辰磨　編曲：加藤貴也
3. あの空を忘れない(inst.)